# Ahunui
Ahunui (anche Fanga-taufa, o Nga-taumanga) è un piccolo atollo dell'arcipelago delle isole Tuamotu nella Polinesia francese. Si trova 55 km a sud-sudest dell'atollo di Paraoa e 120 km a ovest-sudovest di Vairaatea.

## Geografia
L'atollo di Ahunui ha una forma grossolanamente circolare, con un diametro di 6,5 km. La sua laguna è interamente circondata dalla barriera corallina, pertanto non vi sono passaggi che la connettono con l'oceano. Sulle isole vi sono piantagioni di palma da cocco.
L'atollo non ha insediamenti stabili, pertanto è da considerarsi disabitato.

## Storia
Il primo europeo di cui si abbia notizia a giungere all'atollo di Ahunui fu il marinaio britannico Frederick William Beechey, che lo chiamò Byam Martin in onore dell'Ammiraglio della Marina reale inglese Sir Thomas Byam Martin.

## Amministrazione
Ahunui fa parte del comune di Hao (centro principale: Otepa), che comprende anche Nengo Nengo, Manuhangi (disabitata) e Paraoa (disabitata).